# Svetilnik Cabo da Roca
Svetilnik Cabo da Roca (portugalsko Farol do Cabo da Roca) je svetilnik, ki stoji 165 metrov nad Atlantskim oceanom, na najbolj zahodnem delu Portugalske (in celinske Evrope). Stoji v civilni župniji Colares v občini Sintra, na rtu, sestavljenem iz granitnih balvanov in vmesnega apnenca. Gre za svetilnik tretjega reda, ki je začel delovati leta 1772. To je bil prvi nov namensko zgrajen svetilnik v državi; starejši svetilniki, ki so takrat obstajali, so bili zgrajeni na obstoječih ploščadih ali iz že obstoječih svetilnikov.

## Zgodovina
Pobuda za izgradnjo svetilnika je prišla od Junte Geral da Fazenda do Reino 1. februarja 1758, da bi zgradili šest svetilnikov strateško vzdolž obale za pomoč pri plovbi.
Svetilnik Cabo da Roca je začel delovati leta 1772 in postal tretji najstarejši svetilnik ob portugalski obali.
Med vodstvom gradbenega inženirja Gaudência Fontane (1843) je bil svetilnik posodobljen z novo rotacijsko ploščadjo, ki je obsegala šestnajst Argandovih svetilk s paraboličnimi reflektorji. Vendar pa so se do leta 1865 pojavili kritiki sistema, ki so opozorili na neučinkovitost svetilnika. Sčasoma je bilo to rešeno z namestitvijo signalne hupe in namestitvijo strojev na električni pogon. "Električni" svetilnik je začel delovati leta 1897 s sistemom, ki je vključeval rezervno petrolejsko svetilko. Glavna enota je bil optični sistem četrtega reda z rotacijsko ploščadjo in urnim mehanizmom ter je bil povezan s parno sireno.
Leta 1917 je bila zgrajena stavba za proizvodnjo plina acetilena, potrebnega za napajanje novega sistema svetilk.
Sireno je leta 1932 zamenjala pihala na stisnjen zrak, leta 1937 pa je bil nameščen radijski sistem na svetilniku. V obdobju po svetovni vojni je nov optični sistem četrtega reda nadomestil starejši mehanizem, vendar ga je hitro nadomestila svetilka tretjega reda s 3000 W žarnico. Konec 1940-ih je bila lokacija opremljena z javnim vodovodom in kanalizacijo.
Sredi 1950-ih sta bila Direcção Geral dos Edifícios e Monumentos Nacionais (DGEMN) (generalni direktorat za stavbe in nacionalne spomenike) in njegova podružnica Serviços de Construcção e Conservação (gradbena in konzervatorska služba) odgovorna za redno konzerviranje in vzdrževanje svetilnika; leta 1956 je bila izvedena prenova.
Šele leta 1980 je električno omrežje doseglo lokacijo, kar je povzročilo namestitev električne sirene leta 1982. Do leta 1990 je bil svetilnik avtomatiziran, obrat za proizvodnjo acetilena pa zaprt.
Leta 2000 je prenehala delovati električna sirena, naslednje leto pa je bil deaktiviran radijski sistem.

## Arhitektura
Svetilnik stoji 22 metrov nad vznožjem; njegova svetloba upravlja snop 165 metrov od morske gladine. Poleg glavnega stolpa je kompleks sestavljen iz devetih stavb, saj je bilo pred elektrifikacijo potrebno namestiti ekipo za vzdrževanje svetilke, shranjevanje dragocene opreme in proizvodnjo acetilena, potrebnega za delovanje gorilnika. Trenutno svetilnik podpira skupina treh svetilničarjev, ki spremljajo svetilko in signal ter komunicirajo med Cabo da Roca in Ericeiro.
Dostopen je po Estradi do Cabo da Roca in je zelo blizu najzahodnejšega dela celinske Evrope. Čeprav ni na tej točki, zavzema najvarnejši položaj na rtu za nadzor in zaščito plovnih morij z obalno panoramo.